# Гліная-Міке
Гліная-Міке (рум. Hlinaia Mică) — село в Єдинецькому районі Молдови. Входить до складу комуни, адміністративним центром якої є село Ротунда.